# Bledius coulteri
Bledius coulteri är en skalbaggsart som beskrevs av Hatch 1957. Bledius coulteri ingår i släktet Bledius och familjen kortvingar. Inga underarter finns listade i Catalogue of Life.